# Johann von Staupitz
Johann von Staupitz, O. S. A. (1460 – 28 de dezembro de 1524) foi um teólogo Católico Romano, pregador da universidade, e vigário geral dos frades agostinianos na Alemanha, que supervisionou Martinho Lutero durante um período crítico em sua vida espiritual. O próprio Lutero comentou: "Se não tivesse sido o Dr. Staupitz, eu deveria ter sumido no inferno".[carece de fontes?]
Embora ele tenha morrido como um monge beneditino e tenha repudiado a Reforma, ele é comemorado como sacerdote em 8 de novembro no calendário dos santos da Igreja Luterana - Sínodo de Missouri.

## Biografia
Staupitz nasceu em Motterwitz por volta de 1460. Descendente de uma antiga família saxônia de origem tcheca (ze Stupic), ele matriculou-se no ano de 1485, e foi aceito na ordem Agostiniana em Munique, antes de ser destacado para Tübingen, onde ele acabou sendo promovido ao posto de prioridade. Em 1500, Staupitz foi feito um Doutor em Teologia e em 1503, ele foi eleito para o cargo de Vigário-geral  da Congregação Alemã de Agostinianos. Ele também foi deano da faculdade de teologia na nova Universidade de Wittenberg quando foi fundada em 1502. Em 1512, com a cinquenta anos, Staupitz renunciou a sua cátedra e se mudou para a parte sul da Alemanha, renunciando oficialmente a sua vicar-generalidade em 1520. Em 1522 ele aceitou uma oferta dos beneditinos convidando-o a juntar-se a sua ordem, tornando-se abade de São Pedro em Salzburgo..
Como agostiniano superior, Staupitz encontrou-se pela primeira vez com Martinho Lutero em Erfurt em abril de 1506. Um jovem monge atormentado por persistentes pensamentos de inadequação espiritual, Lutero se sentiu compelido a confessar a Staupitz tudo pecado que ele já havia feito. Pelo menos uma vez, Lutero passou seis horas confessando a Staupitz, que respondeu às dúvidas do jovem, aconselhando-o nos Meios da Graça e na salvação através do sangue de Cristo. Ele também ordenou a Lutero que prosseguisse uma carreira mais acadêmica, na esperança de que isso causasse uma distração de sua reflexão teológica recorrente.[carece de fontes?]
Em 1518, depois que Lutero foi declarado herege, Staupitz foi nomeado promotor da ordem agostiniana no procedimento contra Lutero, discutindo a questão das indulgências com grande detalhe. Staupitz às vezes é categorizado como um precursor de Lutero, embora suas palavras reais indiquem um homem levado por suspeitas ansiosas e um desejo encorajador de entender as objeções de Lutero.[carece de fontes?]
Staupitz percebeu as queixas de Lutero como uma questão contra abusos clericais e não como disputas fundamentais do dogma. Em última análise, Staupitz liberou Martinho Lutero da ordem agostiniana, preservando o bom nome da ordem, ao mesmo tempo em que libertava Lutero para agir.Sua conexão com os pontos de vista de Lutero estava agora selada e, em 1520, o Papa Leão X exigiu uma abjuração e revogação de heresia de Staupitz. Ele recusou-se a revogar, com o argumento de que ele nunca havia afirmado as próprias heresias de Lutero, mas ele abjurou e reconheceu o Pontífice como seu juiz. Staupitz não era luterano, ele foi completamente católico em matéria de fé, especialmente no que se refere à liberdade da vontade, à meritória das boas obras e da justificação, que foi estabelecido por Paulus dos escritos de Staupitz. Lutero percebeu sua abjuração como uma traição. Em sua última carta a Lutero em 1524, Staupitz deixou claro que ele estava amargo sobre a direção da Reforma e a destruição intencional da unidade da Igreja Cristã.[carece de fontes?]
Staupitz, também escreveu obras teológicas sobre os temas da predestinação, fé, e amor. Em 1559, o Papa Paulo IV acrescentou estes textos ao Índice de Livros Proibidos, vendo-os como talvez comprometidos pelas relações de amizade entre Staupitz e Lutero durante os primeiros anos de Lutero.[carece de fontes?]
Staupitz morreu em 1524, na Basílica de São Pedro em Archabbey, onde ele tinha se tornado monge em 1522, subindo rapidamente para o cargo de abade. Agora, ele é comemorado no calendário litúrgico luterano.